# Saint-Mamet
Saint-Mamet é uma comuna francesa na região administrativa de Occitânia, no departamento de Alta Garona. Estende-se por uma área de 11,16 km². Em 2010 a comuna tinha 577 habitantes (densidade: 51,7 hab./km²).